# Jennie Nilsson

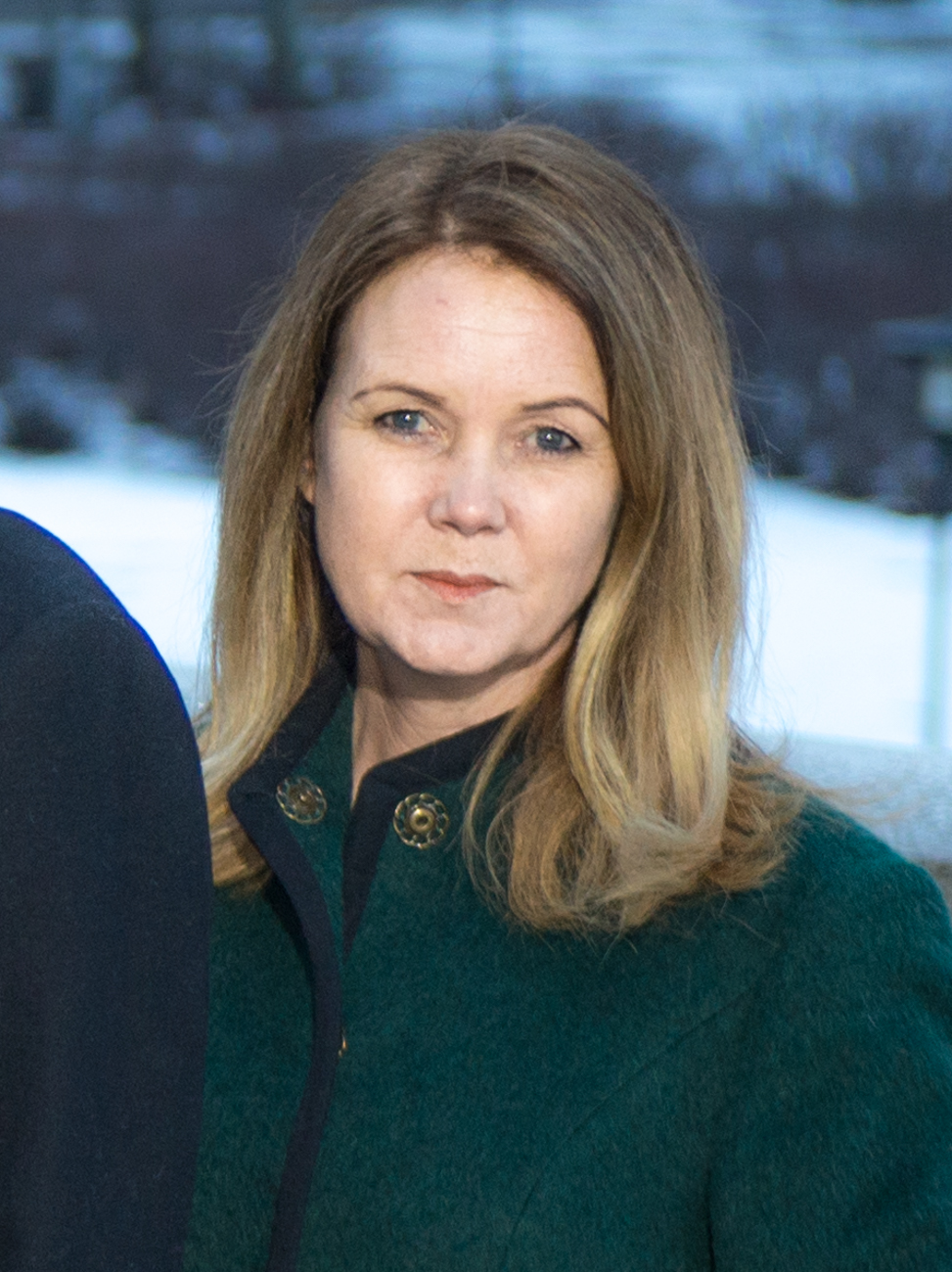
Jennie Nilsson, 2019

Jennie Nilsson (* 1972 in Hylte) ist eine schwedische Politikerin der Socialdemokraterna. Von Januar 2019 bis Juni 2021 war sie die Ministerin für den ländlichen Raum in der Regierung Löfven II.

## Leben
Nachdem sie bis 1990 das Gymnasium in Halmstad besucht hatte, arbeitete Nilsson bis 2001 als Pflegeassistentin. Zwischen 1994 und 2006 saß sie im Gemeinderat von Hylte. Ab 2001 stand sie dabei dem Gemeinderat vor und war sogenannter Kommuneråd, also Mitglied der Exekutive der Gemeinde. Bei der Parlamentswahl 2006 zog sie erstmals in das schwedische Parlament, den Riksdag, ein. Bei den folgenden Parlamentswahlen gelang ihr jeweils die Wiederwahl. Im Parlament war sie unter anderem von 2011 bis 2012 stellvertretende Vorsitzende des Steuerausschusses und in der Legislaturperiode von 2014 bis 2018 Vorsitzende des Industrie- und Handelsausschusses.
Am 21. Januar 2019 wurde Jennie Nilsson in der Regierung Löfven II zur Ministerin für den ländlichen Raum ernannt. Dieser Posten war einer von zwei im Ministerium für Unternehmen und Innovation angesiedelten Ministerposten. Nilsson gab am 30. Juni 2021 ihren Rücktritt bekannt, um erneut Abgeordnete im Riksdag zu werden. Dort stand eine knappe Abstimmung über die Bildung der Regierung Löfven III an und es war nicht sicher, ob Nilssons Ersatzabgeordnete bei der Abstimmung anwesend sein würde.
Im Riksdag war sie von September bis Dezember 2021 Mitglied im Außenausschuss. Anschließend wurde sie stellvertretende Vorsitzende des Wirtschaftsausschusses. Nach der Parlamentswahl 2022 ging sie in den Bürgerausschuss über.
Nilsson lebt in Halmstad und hat zwei Kinder.